# Oxalis repens
Espèce
Oxalis repens est une plante herbacée du genre des Oxalis de la famille des Oxalidacées

## Synonyme
- Oxalis corniculata var. atroprupurea PLANCH.

## Liste des variétés et formes
Selon Tropicos (16 septembre 2014) (Attention liste brute contenant possiblement des synonymes) :
- variété Oxalis repens var. erecta (Makino) Masam.
- variété Oxalis repens var. eu-repens A. Chev.
- variété Oxalis repens var. stricta Hatus.
- forme Oxalis repens fo. speciosa Masam.